# KNM ER 1813

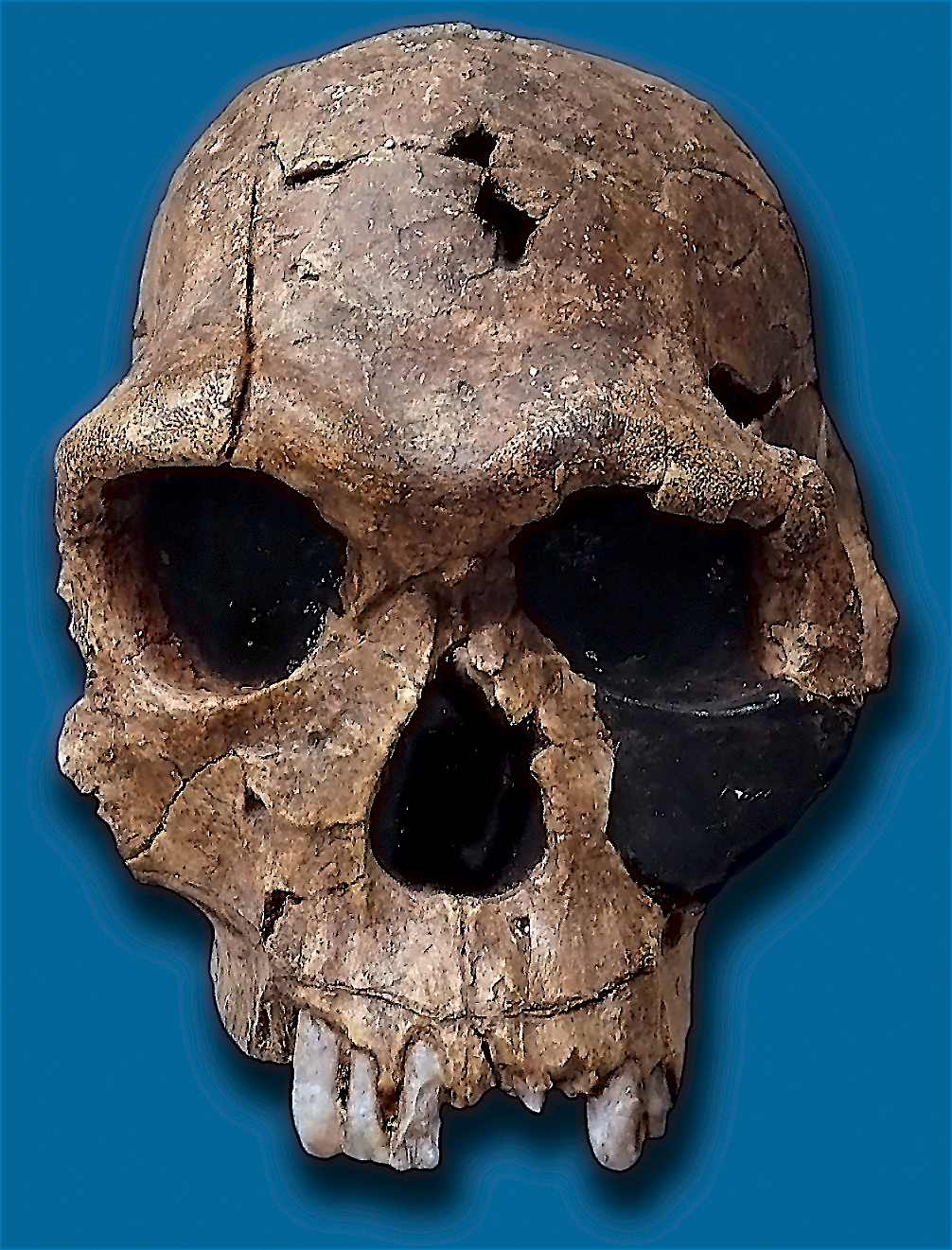
KNM ER 1813

KNM ER 1813 — череп, який належав людині виду Homo habilis (Людина уміла).
Череп був знайдений в 1973 році вченим Камої Кімі на території регіону Кообі-Фора, Кенія. Вік черепу оцінюється в 1.9 мільйонів років.
Загальний розмір визначають як менший, ніж у інших знахідки такого типу. Але загалом ця знахідка належить повністю сформованій дорослі особі виду Homo habilis і має типову для цього виду морфологію.
Череп належав дорослій особі, об'єм оцінюється в 510 см³.
KNM означає Kenya National Museums (Кенійський Національний Музей). ER означає East Rudolf (Східний Рудольф). «Рудольф» — це колишня назва озера Туркана .